# Giovanni X di Alessandria
Papa Giovanni X o Abba Yoannis X (in arabo egiziano يوانس العاشر; Damasco, ... – Egitto, 13 luglio 1369), è stato l'85º Papa della Chiesa ortodossa copta.
Giovanni era conosciuto da El-Mo'ataman il siriano, ed era di Damasco. Era considerato un uomo giusto e colto. Fu incoronato il 12 pashons del calendario copto (7 maggio 1363). Rimase sul trono per sei anni, due mesi e sette giorni. Fu sepolto nella chiesa di San Mercurio nel Cairo copto accanto a Simone il Conciatore.